# 杭州路駅
杭州路駅は、中国四川省成都市にある成都地下鉄6号線の駅である。 2020年12月18日に6号線が開通に伴い開業した   。